# Dhahar
Dhahar és una vila de la disputada regió de Sanaag. Segons Estat de Khaatumo és un districte de Sanaag; segons Puntland és la capital de la regió d'Heylaan (creada per Puntland per segregació de la part ocupada de Sanaag); i segons l'estat de Maakhir és un districte i la capital de la regió de Boharo (creada per Maakhir el 2007).
La ciutat ha crescut molt els darrers anys i disposa actualment dels serveis essencials, hospital, escoles, i altres. Està formada per tres grans barris: New Dhahar, Old Dhahar i Caaqiba. Als defores es poden trobar ramats de cavalls àrabs conegut com a sunaari.
Porta el nom de l'akil Dhahar, que fou sultà de Sanaag oriental i Bari occidental al final del segle xix, i pertanyia al clan warsangeli. El nom fou donat també a la vall i les muntanyes a la vora de la ciutat. El 1991 va quedar en poder de Somalilàndia però els warsangeli la van entregar a Puntland el 1999. El 2007 va quedar inclosa a l'estat de Maakhir però no és clar que Puntland n'hagi perdut el control efectiu.